# Mathieu Crepel
Mathieu Crepel (Tarbes, 26 de octubre de 1984) es un deportista francés que compitió en snowboard, especialista en las pruebas de halfpipe y big air.
Ganó tres medallas en el Campeonato Mundial de Snowboard, en los años 2007 y 2009.

## Medallero internacional
| Campeonato Mundial | Campeonato Mundial         | Campeonato Mundial | Campeonato Mundial |
| Año                | Lugar                      | Medalla            | Competición        |
| ------------------ | -------------------------- | ------------------ | ------------------ |
| 2007               | Arosa (Suiza)              | Medalla de oro     | Halfpipe           |
| 2007               | Arosa (Suiza)              | Medalla de oro     | Big air            |
| 2009               | Hoengseong (Corea del Sur) | Medalla de bronce  | Halfpipe           |